# هویلیک
هویلیک (به انگلیسی: Hoylake) یک شهرک در بریتانیا است که در انگلستان واقع شده‌است. هویلیک ۱۳٬۳۴۸ نفر جمعیت دارد.